# Consonne fricative alvéolo-palatale sourde
Cette page contient des caractères spéciaux ou non latins. S’ils s’affichent mal (▯, ?, etc.), consultez la page d’aide Unicode.
La consonne fricative alvéolo-palatale sourde est un son consonantique assez peu fréquent dans les langues parlées. Son symbole dans l’alphabet phonétique international est [ɕ]. Ce symbole représente la lettre latine C minuscule, dont le bras inférieur se termine par une boucle interne recroisant ce bras.

## Caractéristiques
Voici les caractéristiques de la consonne fricative alvéolo-palatale sourde.
- Son mode d'articulation est fricatif, ce qui signifie qu’elle est produite en contractant l’air à travers une voie étroite au point d’articulation, causant de la turbulence.
- Son point d'articulation est alvéolo-palatale, c'est-à-dire palatale, laminale et post-alvéolaire, ce qui signifie qu'elle est articulée avec la lame de la langue derrière la crête alvéolaire en même temps que le corps de la langue se lève au palais.
- Sa phonation est sourde, ce qui signifie qu'elle est produite sans la vibration des cordes vocales.
- C'est une consonne orale, ce qui signifie que l'air ne s’échappe que par la bouche.
- C'est une consonne centrale, ce qui signifie qu’elle est produite en laissant l'air passer au-dessus du milieu de la langue, plutôt que par les côtés.
- Son mécanisme de courant d'air est égressif pulmonaire, ce qui signifie qu'elle est articulée en poussant l'air par les poumons et à travers le chenal vocatoire, plutôt que par la glotte ou la bouche.

## En français
Le français ne possède pas le [ɕ].

## Autres langues
Dans certains dialectes de l'allemand, particulièrement ceux de la Rhénanie, le ich-Laut est prononcé comme un allophone de /ç/ (une consonne fricative palatale sourde). Dans ces dialectes le [ʑ] et le [ɕ] sont aussi allophones.
En polonais, la chuintante mouillée ś [ɕ] (s devant i, si devant une autre voyelle) s'oppose à la chuintante dure sz [ʂ].
En russe, la chuintante щ [ɕ:] s'oppose à la chuintante rétroflexe ш [ʂ].
En japonais, le phonème /s/, s'il est suivi des phonèmes /i/ ou /j/, s'assimile en [ɕ] : /s/ + /i/ → [ɕi]  et /s/ + /j/ → [ɕ]. し (ou シ) est prononcé [ɕi], et donc romanisé en shi au lieu de si.
En coréen, la fricative alvéolo-palatale sourde intervient sous forme simple [ɕ], aspirée [ɕʰ] et durcie [ɕ͈], au travers des jamos ㅅ et ㅆ lorsqu'ils précèdent les phonèmes /i/ ou /j/, comme dans les mots 시 [ɕ~ɕʰi] "poème" et 씨 [ɕ͈i] "graine".
En mandarin, la consonne fricative alvéolo-palatale sourde existe et est notée par x en hanyu pinyin. Cette consonne peut se trouver au sein d'un affriquée alvéolo-palatale sourde aspirée ou non et est alors écrite respectivement q [tɕʰ] ou j [tɕ]. Ces trois consonnes alvéolo-palatales [tɕ tɕʰ ɕ] sont en distribution complémentaire avec les consonnes alvéolaires [ts tsʰ s], rétroflexes [tʂ tʂʰ ʂ] et vélaires [k kʰ x]. En effet les alvéolo-palatales se trouvent qu'à l'initiale de syllabes dont la finale commence par [i] ou [y], alors que les alvéolaires, les rétroflexes et les vélaires ne  se trouvent qu'à l'initiale de syllabes dont la finale ne commence pas par ces voyelles. On peut donc considérer [tɕ tɕʰ ɕ] comme des allophones soit de [ts tsʰ s], soit de [tʂ tʂʰ ʂ], soit de [k kʰ x].
En suédois, /ɕ/ est un phonème contrastif et prononcé [ɕ] dans presque tous les dialectes, excepté en suédois de Finlande, où il est affriqué et prononcé [t͡ɕ] et [ɕ], et utilisé comme un allophone de /ɧ/.